# Радіо король
Радіо король (англ. The Radio King) — американський пригодницький фільм режисера Роберта Ф. Хілла 1922 року.

## У ролях
- Рой Стюарт — Бредлі Лейн
- Луїза Лоррейн — Рут Лейден
- Сідні Брейсі — Марні
- Альберт Дж. Сміт — Реналлі
- Кларк Комсток — Джон Лейден
- Ернест Баттерворф молодший — Джим Лоутон
- Фонтейн Ла Ру — Дорія
- Слім Вайтакер — загадковий чоловік